# Yasmin Al-Khudhairi
Yasmin Al-Khudhairi (* vor 2000 in Kingston upon Thames) ist eine britische Schauspielerin.

## Leben und Karriere
Al-Khudhairi wuchs in Kingston upon Thames auf. Sie studierte an der University of Manchester.
Ihr Debüt gab sie 2019 in dem Film Hilda. Anschließend war sie 2020 in einer Episode in Killing Eve zu sehen. 2021 wurde sie für den Fernsehfilm Adam gecastet. Von 2021 bis 2022 spielte sie in der Serie Ackley Bridge mit. Außerdem setzte Al-Khudhairi ihre Karriere 2023 in Rye Lane fort. Im selben Jahr trat sie in COBRA auf. 2024 bekam Al-Khudhairi in der Serie A Good Girl’s Guide to Murder eine Hauptrolle.

## Filmografie
Filme
- 2019: Hilda
- 2021: Adam
- 2023: Rye Lane

Serien
- 2020: Killing Eve
- 2021–2022: Ackley Bridge
- 2021: Stath Lets Flats
- 2023: COBRA
- 2024: A Good Girl’s Guide to Murder